# Vanessa Springora
Vanessa Springora (16 de marzo de 1972) es una editora, escritora y realizadora francesa. 
A principios del 2020, publicó el libro El consentimiento, en el que denuncia una relación con el escritor Gabriel Matzneff, quien inició relaciones sexuales con ella cuando ella tenía 14 años y él 49. La publicación de este libro arroja luz sobre las acciones de Matzneff al público en general, quien sin embargo las describió ampliamente en sus libros durante varias décadas, y provocó un escándalo por el respaldo cultural, político y mediático que recibió.[cita requerida]

## Biografía
Vanessa Springora es criada por una madre divorciada. Su padre, a quien describe como ausente en Le Consentement, murió en enero de 2020.
Tras estudiar en la Universidad Jacques-Prévert, y en el Lycée Fénelonen París, y dos años en las clases preparatorias, Vanessa Springora obtuvo un DEA en letras modernas por la Universidad de París-Sorbonne. Es directora-autora en 2003 del Instituto Nacional del Audiovisual, antes de convertirse en asistente de edición de Éditions Julliard en 2006.
Desde 2010 coordina también la colección «Nouvelles Mythologies», dirigida por Mazarine Pingeot y Sophie Nordmann, para Éditions Robert Laffont.
Desde noviembre de 2019 es la directora general de Éditions Julliard (grupo Editis).

### El consentimiento
En su libro titulado Le consentement, publicado por Grasset el 2 de enero de 2020 Vanessa Springora relata, mencionándolo sólo con sus iniciales, el dominio que ejercía sobre ella el escritor Gabriel Matzneff. Este último nunca ha ocultado su inclinación por las adolescentes o los niños muy pequeños: ya en 1974, escribió un ensayo titulado Les moins de seize ans publicado por Julliard y «manual de empleo para pedófilos» según  Springora, en el que aborda su relación con un chico de doce años, sus hábitos de turismo sexual, y otras depravaciones. Posteriormente, él mismo volvió sobre la relación con Vanessa Springora en el cuento a Prunelle de mes yeux, volumen de su diario publicado en 1993, que abarca el período desde el 13 de mayo de 1986 al 22 de diciembre de 1987, pero «con la versión de los hechos», desde «el punto de vista del cazador» según Vanessa Springora quien se ve a sí misma —tenía 14 años— como una presa vulnerable víctima de una depredación sexual, literaria y psíquica al mismo tiempo.
Los hechos descritos en este libro se remontan a la segunda parte de la década de 1980, durante su adolescencia, y comienzan cuando ella tiene 13 años y él 49. cuando ella era todavía virgen. Mientras acompañaba a su madre, responsable de prensa en la edición, a una cena donde estuvo presente el escritor —el 6 de noviembre de 1985—, éste la contacta posteriormente varias veces, la espera a la salida del colegio casi todos los días; ella está entonces en cuarto grado. Las primeras relaciones sexuales, se producirán a pesar de que la joven, entonces de 14 años, aún no ha alcanzado la madurez sexual de quince años vigente en Francia. El escritor alquila una habitación de hotel cercana y Vanessa Springora luego descuida el colegio. Comparte con ella su vida parisina en el mundo literario: cenas, teatro, cine, visitas, entrevistas con la prensa, lo acompaña habitualmente. Sin embargo, explica «nuestra actividad principal era el sexo». Tiempo después, la Brigada de Menores fue alertada mediante cartas anónimas y luego Vanessa Springora ingresó en el hospital de menores enfermos.
Explica que es en particular la obtención del Premio Renaudot por Gabriel Matzneff en 2013 lo que la revuelve y la empuja a escribir, deseando hacer escuchar su versión. Dice que es a través de la escritura, cuando no pudo hacerlo durante mucho tiempo, que intenta reapropiarse de esta historia, después de haber sufrido la de los libros de Gabriel Matzneff. Ella especifica que en ese momento, ella «consentía» lo que le impidió acudir a los Tribunales mientras la condición de escritor de Matzneff lo habría protegido durante mucho tiempo.

#### Repercusiones
La obra recibió cobertura mediática internacional incluso antes de su publicación, planteando la cuestión de la pedofilia, la pedocriminalidad y cuestionando el medio literario francés de los años 80. L'Express habla de «un relato sin concesión sobre la experiencia con el novelista». La obra tiene tanta importancia en el mundo literario francés como el testimonio de Adèle Haenel para el cine.
Rápidamente, pocos días después de su lanzamiento, el libro ya era un éxito de ventas. Se vendieron 10.000 ejemplares en tres días y el libro alcanzó inmediatamente el primer lugar en las ventas de «Essais-Documents», el segundo lugar en formato Kindle en Amazon y el tercer lugar en Amazon en todas las categorías. Después de la primera impresión, su editor Grasset lanzó rápidamente cinco reimpresiones consecutivas. Después de tres semanas, el libro había vendido 75.000 ejemplares.
Tras estas revelaciones, la asociación Inocencia en peligro pide que se retiren de la venta las obras de Gabriel Matzneff, mientras que la propia Vanessa Springora se ha manifestado en contra de esta acción.
En cuanto a la escritora quebequense Denise Bombardier, que ya había reaccionado públicamente contra los actos pedófilos de Gabriel Matzneff durante el programa de televisión Apostrophes, emitido en marzo de 1990, saluda el «notable libro, valiente de escritura quirúrgica».
En septiembre de 2021, el grupo Editis anuncia que Vanessa Springora deja la dirección de Éditions Julliard.

## Obra
- Le consentement. Paris: éditions Grasset. 2020. p. 216. ISBN 978-2-246-82270-7. Le consentement. Paris: éditions Grasset. 2020. p. 216. ISBN 978-2-246-82270-7.

## Película
- Dérive (documental), con Camila Mora-Scheihing, 2004 La película recibe el Premio Juventud en 2005 y es seleccionado en 2004 para el Festival Internacional de Cine de Mujeres de Créteil.
- Le Consentement (película), dirigida por Vanessa Filho en 2023 y basada en el libro del mismo nombre. Cuenta como guionista a la propia Vanessa Springora.